# Osteochilus microcephalus
Osteochilus microcephalus е вид лъчеперка от семейство Шаранови (Cyprinidae). Видът не е застрашен от изчезване.

## Разпространение и местообитание
Разпространен е в Бруней, Виетнам, Индонезия (Калимантан и Суматра), Камбоджа, Лаос, Малайзия (Западна Малайзия и Саравак) и Тайланд.
Обитава сладководни басейни, реки и канали.

## Описание
На дължина достигат до 24 cm.
Популацията на вида е стабилна.